# Б-237 «Ростов-на-Дону»
Б-237 «Ростов-на-Дону» — колишній російський дизель-електричний підводний човен проєкту 636.3 «Варшавянка». Входив до складу Чорноморського флоту ВМФ Росії. Названий на честь міста Ростова-на-Дону. Ліквідований Збройнимим силами України внаслідок удару по бухті в тимчасово окупованому Севастополі в серпні 2024 року.
Уражений 13 вересня 2023 року крилатими ракетами Storm Shadow внаслідок українського удару по Севморзаводу. «Ростов-на-Дону» став першим російським підводним човном, втраченим у ході російсько-української війни та першим в історії підводним човном, знищеним крилатою ракетою. В подальшому здійснювався його ремонт та випробування в акваторії Севастопольської гавані. В ніч на 2 серпня 2024 року човен був повторно уражений, в результаті чого затонув на місці.

## Історія будівництва
Човен закладений 21 листопада 2011 року на заводі «Адміралтейські верфі» в Санкт-Петербурзі під будівельним номером 01671. 26 червня 2014 року спущений на воду.
23 жовтня 2014 року підводний човен вийшов на перший етап ходових випробувань.
30 грудня 2014 року «Ростов-на-Дону» було офіційно передано ВМФ Росії та зараховано до 4-ї окремої бригади підводних човнів з базуванням у Новоросійську.

## Служба
22 травня 2015 року прибув до пункту базування Полярний для проходження глибоководних випробувань.
У жовтні 2015 року виконав ракетну стрільбу в Баренцевому морі на полігонах Північного флоту.
У жовтні 2015 року після циклу випробувань на Північному флоті розпочав перехід до місця постійного базування на Чорноморський флот. Прибуття на Чорноморський флот ВМФ Росії очікувалося на першу декаду грудня 2015 року, але натомість човен направлений до берегів Сирії для участі у військовій операції.
8 грудня 2015 року з підводного човна з акваторії Середземного моря по розташуванням бойовиків ІД на території Сирії було завдано ударів крилатими ракетами 3М14К «Калібр-ПЛ» із підводного стану.
14 грудня 2015 року підводний човен увійшов до Чорного моря.
16 грудня 2015 року підводний човен прибув до постійного місця базування на Чорноморський флот на Новоросійську військово-морську базу.
9 жовтня 2020 року підводний човен відправився на ремонт на судноремонтне підприємство Північно-Заходу Росії, після виходу з ремонту підводного човна «Новоросійськ». 31 жовтня 2020 року прибув для планового ремонту до м. Кронштадт. У березні 2021 року закінчив ремонт та пішов у Середземне море.
13 вересня 2023 року внаслідок української ракетної атаки, під час стоянки у сухому доку Севастопольського морського заводу, судно зазнало важких ушкоджень, та було, ймовірно, безповоротно втрачене разом з ВДК «Мінськ».
У ніч на 2 серпня 2024 року внаслідок ракетної атаки підводний човен затонув на місці в Кілен-бухті Севастополя.

## Командири
- 2013—2017: капітан 2 рангу Андрій Адамський[20].
- 2017—2024: капітан 3 рангу Олександр Александров[21][22][23].

## Бойове застосування
8 грудня 2015 року з підводного човна з акваторії Середземного моря по об'єктах на території Сирії було завдано ударів крилатими ракетами 3М14К «Калібр-ПЛ» з підводного положення.